# Linguine
Linguine (meervoud van Italiaans: linguina, tongetje) vormen een langwerpige soort pasta met een lensvormige doorsnede, gemaakt van durumtarwemeel. Ze zijn breder dan spaghetti en lijken op fettuccine, maar zijn smaller en worden ook wel bavette of trenette genoemd. Een dunnere versie heet linguettine. 
Linguine stammen uit Genua en behoren tot de keuken van Ligurië. Bekende gerechten zijn Linguine alle vongole (met Venusschelpen) en Trenette al pesto.
Omdat linguine dikker zijn dan spaghetti, is de kooktijd langer.  